# Gabriela Crețu
Gabriela Crețu, née le 16 janvier 1965 à Târgu Frumos, est une femme politique roumaine.
Membre du Parti social-démocrate, elle siège à la Chambre des députés de 2004 à 2007, au Parlement européen de 2007 à 2009 et au Sénat depuis 2012.